# Peter Capaldi
Peter Dougan Capaldi (født 14. april 1958 i Glasgow, Storbritannien) er en skotsk skuespiller og filminstruktør. Han har medvirket i utallige film og tv-serier og er bedst kendt for sin rolle som spindoktoren Malcolm Tucker i BBC-komedien The Thick of It og for rollen som den 12. Doktor i den britiske science fictionserie Doctor Who. 
Han instruerede kortfilmen Franz Kafka's It's a Wonderful Life, som i 1994 vandt en Oscar for bedste kortfilm.